# 本望あやか
本望 あやか（ほんもう あやか、2005年1月31日 - ）は、日本のTikToker、コスプレイヤー、タレント。GROVE（seju）所属。

## 概要
主にTikTokやYouTubeで活動するタレント、コスプレイヤー。趣味のアニメコスプレを生かした「変身動画」や会話術のライブ配信が話題となり、TikTokフォロワー数220万人を突破している。

## 人物
- 父は元プロボクサーで東洋太平洋スーパーフェザー級王座の経験をもつ本望信人。
- 弟が2人（双子）いる。
- 趣味はアニメ鑑賞、コスプレ[1]、歌うこと[1]。
- 特技はボクシング[1]。
- 自身の性格を「早く結末が知りたい」「せっかち」であると認める一方、LINEの通知を500件溜める面を持つ[2]。その理由は「返して続く時間にイライラする」「自身の時間を人に邪魔されたくない」とのこと[2]からSNSはInstagramを主に使う[4]。

・電話は苦手。一人の時間が欲しい&大事にしたい。
・努力家

## 出演
- TGC teen 2022 Osaka[5]
- TGC teen 2022 Tokyo[6]
- TGC teen ICHINOSEKI 2023
- TGC teen 2023 Summer
- TGC teen 2023 Winter[4]
- 超十代 - ULTRA TEENS FES - 2023＠TOKYO[7][8]
- シンデレラフェス vol.9
- シンデレラフェス vol.10

### テレビ
- 踊る!さんま御殿!! （日本テレビ）

### CM
- 振袖TEENS by ジョイフル恵利（2023年）[9]

### 配信ドラマ
- 元カレ図鑑（2025年1月14日、YouTube 他）[10]